# Mark Lyall Grant
Mark Lyall Grant (nacido el 29 de mayo de 1956) es un diplomático británico, que entre 2009 y 2015 se desempeñó como Representante Permanente del Reino Unido de Gran Bretaña e Irlanda del Norte ante la Organización de las Naciones Unidas en Nueva York.

## Primeros años y familia
Lyall Grant fue educado en el Colegio Eton y estudió derecho en el Trinity College de Cambridge. Ejerció la abogacía en Londres antes de unirse al Ministerio de Relaciones Exteriores y de la Mancomunidad de Naciones (FCO) en 1980.
Su esposa, Sheila, es también diplomática. En abril de 2012, Lady Lyall Grant, con Huberta von Voss Wittig, hizo un llamamiento en un vídeo a Asma al-Assad, pidiendo a la primera dama de Siria tomar una posición en contra de la violencia en su país. Tiene un hijo y una hija.

## Carrera diplomática
Entre 1980 y 1982 trabajó en el departamento de África austral del FCO y entre 1982 y 1985 en Islamabad como secretario segundo del Alto Comisionado. En 1987 fue nombrado Secretario Privado del Ministro de Estado del FCO y entre 1990 y 1993 se desempeñó como primer secretario en la embajada de París. En 1994 fue nombrado adscrito al Secretariado Europeo en la Oficina del Gabinete.
Entre 1996 y 1998 fue Alto Comisionado Adjunto y el Cónsul General en Sudáfrica. Entre 1998 y 2000 fue Jefe del departamento de la Unión Europea en el FCO y entre 2000 y 2003, Jefe del departamento de África. Entre 2003 y 2006 se desempeñó como Alto Comisionado del Reino Unido en Pakistán. Entre 2007 y 2009 fue director general adjunto de asuntos políticos en el FCO.

### Naciones Unidas
Lyall Grant fue representante permanente del Reino Unido ante las Naciones Unidas desde 2009 hasta 2015. Allí se desempeñó como Presidente del Consejo de Seguridad de las Naciones Unidas en cuatro oportunidades, durante los meses de noviembre de 2010, marzo de 2012, junio de 2013, y agosto de 2014.
Asumió en el cargo cuando se inició la crisis diplomática por la soberanía de las islas Malvinas en los años 2010, donde Argentina reclama por la soberanía de las islas Malvinas anualmente ante el Comité de Descolonización. En febrero de 2012, Lyall Grant expuso la postura británica de la disputa, tanto al reclamo argentino de «absurdo» y «falso». Previamente, el canciller de Argentina Héctor Timerman realizó una amplia denuncia de la militarización por parte del Reino Unido en las islas Malvinas y las islas del Atlántico Sur ante la ONU y afirmó que la Argentina sostiene la posición que «los problemas entre los países deben ser resueltos de manera pacífica y a partir del diálogo». Como respuesta a las declaraciones, Lyall Grant dio a entender que el Reino Unido tiene presencia de armas nucleares en Malvinas, y advirtió a la Argentina en caso de que pretenda «aprovecharse» del 30° aniversario de la guerra de las Malvinas para una aventura militar, recurrirá a la defensa de dichas islas y criticó al país por haber reformado la Constitución Nacional Argentina en 1994, que incluyó el reclamo de soberanía.
Tras el referéndum sobre la soberanía de las Islas Malvinas de 2013, Lyall Grant realizó una conferencia de prensa sobre el resultado del referéndum, no reconocido por la comunidad internacional, y donde la mayoría de los isleños votaron a favor de permanecer británicos. Allí pidió que «su deseo [de los habitantes a ser británicos] debe ser respetado y su voz debe ser escuchada». También comparó el caso de la disputa por Gibraltar. En reiteradas ocasiones, Lyall Grant se expresó a favor del derecho a la autodeterminación para los isleños, diciendo que son una tercera parte en las negociaciones por la soberanía de las islas. También rechazó el diálogo y las negociaciones con Argentina.
En junio de 2013, Lyall Grant volvió a responder en contra del reclamo argentino y explicó a la prensa que representantes electos de las islas habían pedido al Comité de Descolnización «que reconociera los deseos de los residentes y el resultado del reciente referéndum». Rechazó la resolución a favor del diálogo bilateral y solicitó que el comité viaje a las islas y se reúna con los pobladores. Lyall Grant declaró luego que se trata de un caso de autodeterminación y no de integridad territorial, contradiciendo al Comité.
En julio de 2014, tras el derribo del vuelo 17 de Malaysia Airlines, Lyall Grant denunció que Rusia había suministrado «sistemáticamente» armas, equipamiento y apoyo logístico a los sublevados del este de Ucrania.
El 15 de agosto de 2014, bajo la presidencia de Lyall Grant, el Consejo de Seguridad aprobó por unanimidad la Resolución 2170, que sancionó a miembros del Estado Islámico, aconsejó sanciones aplicables a algunos proveedores de armas y sentó las bases para futuras acciones militares contra el grupo terrorista. El proyecto de resolución y la resolución final difieren principalmente en que sólo la última anexó en una lista a seis personas afectadas por el régimen de sanciones:
1. Abdelrahman Mouhamad Zafir al Dabidi al Jahani
2. Hajjaj Bin Fahd Al Ajmi
3. Abou Mohamed al Adnani
4. Said Arif
5. Abdul Mohsen Abdallah Ibrahim al Charekh
6. Hamid Hamad Hamid al-Ali

El 7 de julio de 2015, el gobierno británico anunció que Lyall Grant reemplazaría a Kim Darroch como Asesor de Seguridad Nacional del Reino Unido el 7 de septiembre de 2015.

## Condecoraciones
Lyall Grant fue nombrado Compañero de la Orden de San Miguel y San Jorge (CMG), el 31 de diciembre de 2002 y Caballero Comandante de la misma orden (KCMG) el 17 de junio de 2006.